# محمود فرخ خراسانی
سید محمود فرخ خراسانی (۱۲۷۴ مشهد – ۳ فروردین ۱۳۶۰ مشهد) ادیب و شاعر خراسانی و نماینده مجلس شورای ملی بود. کتابخانه و انجمن ادبی فرخ در مشهد، بیش از نیم قرن میزبان علاقه‌مندان و وعده‌گاه ادیبان و شاعران و محققان به‌شمار می‌رفت.
پدرش سید احمد جواهری از ادیبان و شاعران مشهد بود که در خوش‌نویسی نیز دستی داشت. دوران کودکی فرخ در مکتب‌خانه‌ها و محافل و مجالس ادبی سپری شد که همراه با پدرش در آنها حضور می‌یافت. او در مدارس قدیمه تحصیل کرد و نزد ادیبان مشهوری همچون ادیب نیشابوری و شیخ محمدحسین سبزواری درس خواند و به استخدام آستان قدس رضوی درآمد.
فرخ به عنوان شاعر شهرتی به هم زد و از پیشگامان به راه‌اندازی محافل و انجمن‌های ادبی و مطبوعات در مشهد شد. او همراه با منیر مازندرانی، محمد ملک‌زاده (برادر ملک‌الشعرای بهار)، شاهزاده محمدهاشم میرزا افسر و ایرج میرزا در انتشار مجله دانش به مدیریت سید محمد دانش بزرگ‌نیا شرکت جست و در آن قلم زد که نخستین مجله در خراسان بود.
فرخ در سال ۱۳۰۶ رئیس کارکنان آستان قدس رضوی شد. در سایه شهرتی که از فعالیت ادبی به دست آورده بود، در سال ۱۳۱۸ به نمایندگی قوچان در مجلس شورای ملی برگزیده شد (دوره دوازدهم) و در دوره بعد نیز کرسی خود را حفظ کرد. پس از پایان دوره نمایندگی‌اش از سال ۱۳۲۲ تا ۱۳۲۶ معاون نایب‌التولیه آستان قدس رضوی بود و مدتی هم کفیل (سرپرست) استانداری خراسان شد. پس از آن نیز مشاغلی همچون ریاست هیئت‌مدیره و مدیرعامل شرکت نخ‌ریسی و نساجی و برق خسروی خراسان را به عهده داشت. سال‌های پایانی عمر را به کارهای ادبی و مطالعه و نگارش گذراند.
در سال ۱۳۴۴ جمعی از بزرگان و محققان در صدد تجلیل از فرخ برآمدند و به پایمردی مجتبی مینوی مجموعه‌ای با عنوان هفتادسالگی فرخ منتشر شد که بزرگانی چون بدیع‌الزمان فروزانفر، غلامحسین یوسفی، مهدی اخوان ثالث، عبدالحسین زرین‌کوب، جلال‌الدین همایی، محمدرضا شفیعی کدکنی و ایرج افشار در آن به تجلیل از شخصیت ادبی و فرهنگی فرخ پرداختند. دانشکده ادبیات دانشگاه فردوسی مشهد نیز در سال ۱۳۵۳ با اعطای مدرک دکتری افتخاری به فرخ برای او مجلس بزرگداشتی برپا کرد.
فرخ چهارده نسخه کتاب خطی و ۸۸ جلد کتاب چاپی را وقف کتابخانه آستان قدس رضوی کرد و در سال ۱۳۴۹ برای تأمین هزینه درمان پسرش در آمریکا، بخش عمده‌ای از کتاب‌هایش را به دانشکده ادبیات دانشگاه فردوسی مشهد فروخت. پس از درگذشت او نیز بخش دیگری از کتابخانه‌اش در سال ۱۳۸۱ به این دانشکده اهدا شد.
سید محمود فرخ خراسانی در دارالذکر حرم رضوی در مشهد به خاک سپرده شد. یادداشت‌های او را فرهنگستان زبان و ادب فارسی به کوشش دکتر مجتبی مجرد گردآوری و منتشر کرده است.

## برخی آثار
- سفینهٔ فرخ (دو جلد)
- فرخ خراسانی، محمود، دیوان محمود فرخ، به تصحیح جلال قیامی میرحسینی، انتشارات اردشیر، مشهد ۱۳۹۱
- تصحیح تاریخ مجمل فصیح خوافی (سه جلد)
- تصحیح روضهٔ خلد مجد خوافی
- خلاصهٔ احوال و منتخب آثار اوحدی اصفهانی
- منتخب آثار و شرح احوال استاد منشی‌باشی نصرت
- تصحیح مثنوی منطق‌العشاق یا ده‌نامه اوحدی اصفهانی
- مجرد، مجتبی (۱۳۹۶)، «یادداشت‌های سیدمحمود فرخ خراسانی»، تهران:فرهنگستان زبان و ادب فارسی (چاپ نخست)